# Кен Гримуд
Кен Гримуд (на английски: Ken Grimwood) е американски журналист и писател на произведения в жанра научна фантастика, фентъзи и трилър. Писал е и под псевдонима Алън Кокран (Alan Cochran).

## Биография и творчество
Кен Милтън Гримуд е роден на 27 февруари 1944 г. в Дотан, Алабама, САЩ. Израства в Пенсакола, Флорида. Като тийнейджър се запалва по комиксите и журналистиката. Завършва гимназия през 1961 г., а през лятото учи в Сорбоната. През 1963 г. завършва университета „Емори“. След дипломирането си работи към новините на WLAK в Лейкланд, Флорида. През 1970 г. завършва психология в колежа „Бард“. След това работи като редактор радиостанцията KFWB News 980 в Лос Анджелис. Напуска работа през 1988 г. след успеха на романа си „Игра на живот“. Първите си произведения пише докато е на нощни дежурства в радиото.
Първият му роман „Breakthrough“ (Проникване) е публикуван през 1976 г. Той представя историята на 26-годишната Елизабет Остин, която е излекувана от епилепсия, с електроди в мозъка, и развива способността да вижда предишния си живот преди два века, и открива подробности, които водят до опасности в сегашния ѝ живот. Във втория му роман „Elise“ от 1979 г. героинята е родена във Версай през 1683 г. и безсмъртна поради нейната ДНК. Историята проследява преживяванията ѝ с различни любовници и съпрузи през вековете. В романа си „The Voice Outside“ от 1982 г. изследва на контрола на ума и телепатиите.
Става международно известен с романа си „Игра на живот“ от 1987 г. Главният герой Джеф Уинстън работи в радио и умира на средна възраст от сърдечен удар, за да се събуди 25 години по-млад. И изживява живота си отново, и отново, търсейки кой живот е правилният, макар обикновено решенията да се повтарят, както е в паралелните светове. За книгата си е удостоен със Световната награда за фентъзи за най-добър роман.
В романа си „Into the Deep“ он 1995 г. герои са делфини, обект на експерименти на военните, които търсят възобновяване на контакта с човечеството, който е бил разбит преди три хилядолетия.
Като автор Гримуд е забележителен заради интереса си към темите за времето и смъртността, както и за околната среда и телепатията.
Женен е, без да има деца. Кен Гримуд умира от инфаркт на 6 юни 2003 г. в Санта Барбара, Калифорния, САЩ.

## Произведения

### Самостоятелни романи
- Breakthrough (1976)
- Elise (1979)
- Two Plus Two (1980) – като Алън Кокран
- The Voice Outside (1982)
- Replay (1987) – световна награда за фентъзи за най-добър роман
Игра на живот, изд.: ИК „Атика“, София (1998), прев. Петко Петков
- Into the Deep (1995)